# Худатский район
Худатский район (азерб. Xudat rayonu) — единица административного деления Азербайджанской ССР, существовавшая в 1943—1959 годах. Административный центром района был пгт (с 1950 — город) Худат. В районе издавалась газета «Худат колхозчусу».

## История
Худатский район был образован 8 октября 1943 года в составе Азербайджанской ССР.
С 3 апреля 1952 года по 23 апреля 1953 года входил в Бакинскую область.
4 декабря 1959 года Худатский район был упразднён, а его территория передана в Хачмазский район (за исключением Ширванского сельсовета, переданного в Кусарский район).